# Základní škola Šumperk Vrchlického 22
Základní škola Šumperk Vrchlického 22 je základní škola v Šumperku. Ředitelem školy je Mgr. Petr Málek. Škola poskytuje výuku na úrovni 1. a 2. stupně základní školy. V současné době základní školu navštěvuje 475 žáků.

## Historie
Budova Základní školy Vrchlického 22 v Šumperku byla slavnostně otevřena v únoru roku 1969. Její výstavba znamenala významnou událost, protože šlo o první novou školní budovu ve městě po více než čtyřiceti letech. Nachází se v severní části Šumperka a byla navržena jako moderní, plně vybavená škola s učebnami orientovanými na jihozápad. Projektovaná kapacita školy činila téměř 1100 žáků. Součástí areálu byla také tělocvična a později samostatná budova školní jídelny, kuchyně a družiny. Původně plánované propojení budov krytým koridorem však nebylo nikdy realizováno.

## Současnost
V roce 2013 škola prošla rozsáhlou rekonstrukcí, která zahrnovala vyměněnu starých oken za plastová, byla provedena výmalba všech místností. Budova byla zateplena speciálním zateplovacím materiálem, fasáda dostala novou barevnou úpravu a rovněž bylo provedeno zateplení střechy. V konečné fázi byla rovněž provedena hydroizolace budovy.

## Vybavení školy
V budově školy se nachází specializovaná učebna ICT, biologie, dějepisu, fyziky, chemie, cizích jazyků, hudební výchovy, výtvarné výchovy a pracovních činností. Dále se v budově nachází školní knihovna a divadelní sálek, který slouží k pořádání školních akcí pro žáky a jejich rodiče. Obědy se vydávají ve školní jídelně, která tvoří společně se školní kuchyní samostatnou budovu v areálu školy.  Škola dále disponuje tělocvičnou a venkovním multifunkčním sportovním hřištěm.

## Aktivity školy
Ve škole se realizují projekty Erasmus+ a Ekoškola.